# Goldstream Peak
Der Goldstream Peak ist ein rund 2800 m hoher Berg im westantarktischen Marie-Byrd-Land. In den La Gorce Mountains ragt er an der Verbindung der Gebirgskämme des Mount Gjertsen, des Mount Grier und des Johansen Peak auf.
Eine Mannschaft der Arizona State University unter der Leitung des Geologen Edmund Stump (* 1946) nahm zwischen 1980 und 1981 im Rahmen des United States Antarctic Research Program eine geologische Erkundung dieses Bergs vor. Sein Name leitet sich von goldschimmernden Einschlüssen in Form einer gewundenen Bänderung an der Westflanke des Bergs ab.